# 光學浮凸

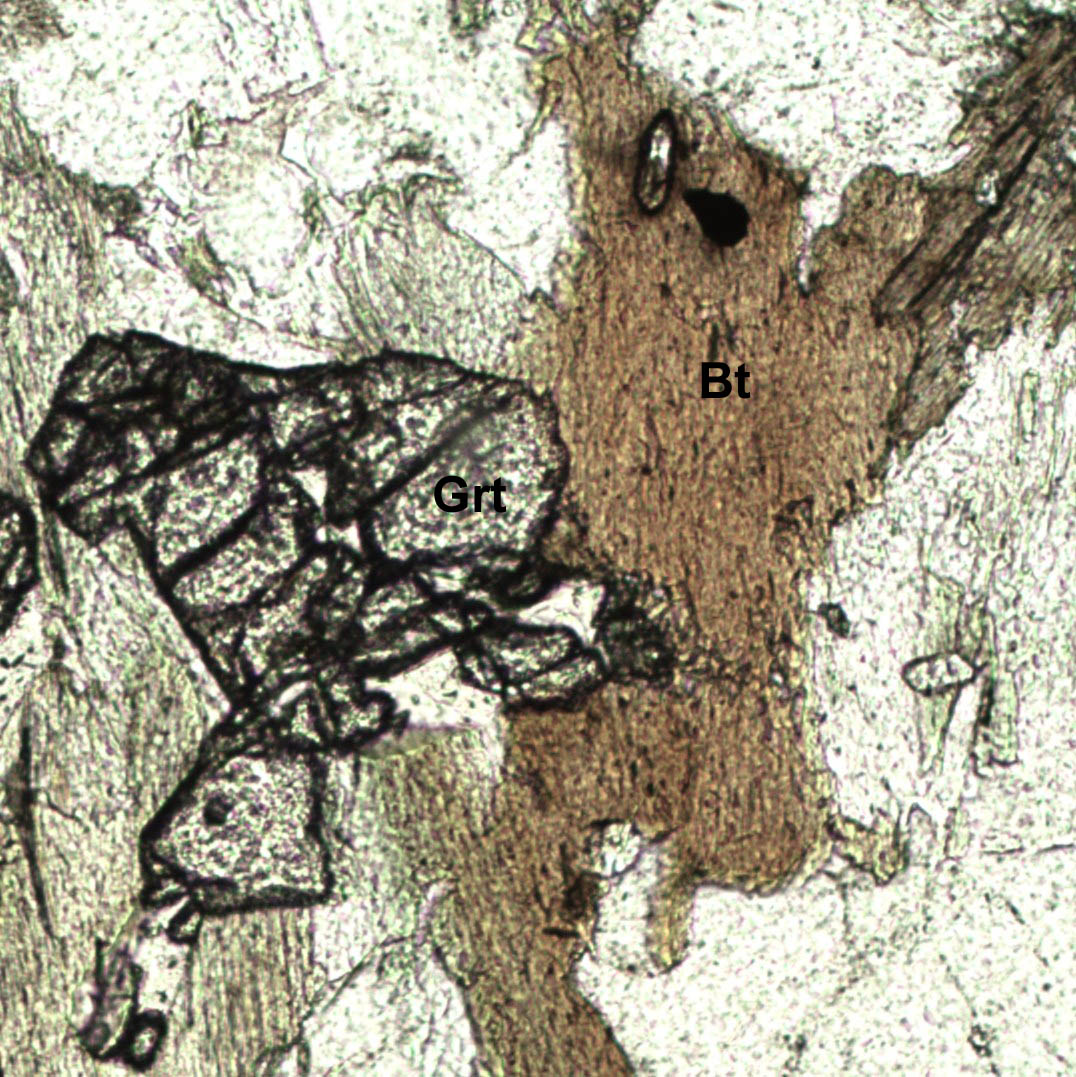
在此礦物薄片中，石榴石（Grt）呈現高浮凸程度，黑雲母（Bt）則呈現中浮凸程度

光學浮凸（英語：optical relief）在光性礦物學中，是指礦物顆粒與黏貼介質的突出程度，黏貼介質通常是具有已知折射率的油或加拿大樹脂（Canada Balsam）。光學浮凸是貝克線測試的重要組成部分。